# Bartoszewo (Police)
Bartoszewo (deutsch Barm) ist ein Dorf in der polnischen Woiwodschaft Westpommern. Das Dorf bildet einen Teil der Gmina Police (Stadt- und Landgemeinde Pölitz) im Powiat Policki (Pölitzer Kreis). Bartoszewo liegt etwa 12 Kilometer nordwestlich von Stettin (Szczecin) und etwa 8 Kilometer südwestlich von Police (Pölitz).